# Железопътна линия 1 (България)
Главна железопътна линия №1 Калотина-Запад – Свиленград от железопътната мрежа на България е удвоена, с изключение на неудвоените участъци Калотина-запад – Волуяк, Крумово – Катуница, Поповица – Свиленград, електрифицирана, междурелсие 1435 mm. Дължина 355 km, четвърта по дължина в България.
Железопътната линия е строена основно на 2 етапа, като първия участък от гара Белово до българо-турска граница е въведен в експлоатация през 1873 г., а втория участък – Цариброд – Белово през 1888 г. През 1971 г. е открит за експлоатация участъка от Свиленград до българо-турска граница.
Във Волуяк започва Главна жп линия 6 за Гюешево, в Пловдив – жп линия 8 за Бургас, и в Димитровград – с жп линия 4 за Русе и Подкова. В Калотина започва линия № 11 за Станянци, в гара Алдомировци – за мина „Бели брег“, във Волуяк – линия № 13 за Банкя и линия № 14 Софийска околовръстна линия, във Вакарел – линия № 15  Вакарел – мина Чукурово, в Стамболийски – линия № 18 Пещера – Стамболийски, в Крумово – линия № 19 за Асеновград. В Септември започва линия № 16, междурелсие 760 mm , до Добринище, във Варвара – линия № 17, междурелсие 760 mm, до Пазарджик.

## История

### Преди Освобождението
На 17 април 1869 г. в Париж Дауд паша, министър на железопътните дела в Турция и пълномощникът на южноавстрийските железопътни компании Полей Талабо подписват договор за строителство на железопътни линии в Турция. Предприемачите Бишофехаим от Брюксел и Морис дьо Хирш от Париж получават финансова поддръжка от четирите най-големи банки в Европа и стават най-сериозните конкуренти за реализацията на проекта. Началото на строителството на железопътната линия Цариград – Одрин – Пловдив – Белово е през февруари 1870 г. Построена е с минимален радиус на хоризонталните криви 300 m и максимален наклон на вертикалните криви до 25 ‰, с релси тип „СО“ 34.00 kg/m с дължина 6,54 m.
При откриването за експлоатация линията Одрин – Белово има 10 гари: Одрин, Търново Сеймен (Симеоновград), Хаскьой (Димитровград), Хаджиелес (Първомай), Папазли (Поповица), Катуница, Пловдив, Татар Пазарджик (Пазарджик), Саранбей (Септември) и Белово. Разстоянията между гарите са много неравномерни. Така най-малкото е между Саранбей и Белово – 9,845 km, а най-голямото – между гарите Одрин и Търново Сеймен – 79,383 km. Такива селища като Мустафа паша (Свиленград) и Харманли в началото са без гари. Площадките на всички гари по линията са с дължина около 400 m, с изключение на гарите Търново Сеймен, Пловдив, Татар Пазарджик и Саранбей, които са с по-голяма дължина (от 500 до 740 m). Всички гари са в права и хоризонтала или с наклон до 1 ‰. Всички междинни гари имат по три коловоза, от които третият е главен.
Гара Хаджиелес, а по-късно и гара Харманли са с по 4 свързани коловоза, но и при тях третият е главен. Гара Татар Пазарджик има 4 свързани коловоза и един глух, предназначен за товарене и разтоварване на вагони, на които е разположена и магазията. По-големите гари Търново Сеймен и Пловдив са с по 5 свързани коловоза и по един глух за магазията, а гара Саранбей – с 6 свързани коловоза.
Търново Сеймен е възлова гара на две направления – към Пловдив и към Ямбол. Това е първата възлова гара в България. Гара Пловдив обслужва голям административен център, а Саранбей е последната гара, където се композират и разкомпозират влаковете. Гара Белово играе ролята на индустриален железопътен клон и няма особено значение от експлоатационна гледна точка. Тя има само два свързани коловоза, единият от които служи за обхождане на локомотива и един глух за товарене на вагони с дървен материал. Площадката на гарата е с дължина 280 m, като няма магазия.
Дължината на коловозите в началния етап от експлоатацията на линията Одрин – Белово е малка. При среща смесеният (по-дългият) влак чака извън гарата, докато се приеме по-късият.
Използваните стрелки са тип СО (Компани ориентал) с отклонение 1:10 и радиус на отклонителния коловоз – 245 m с релси тип СО или съгласно съкратеното означаване стрелките са тип СО – 30 – 1:10 – 245 с дължина 30,42 m. Всички гари по тази линия са обзаведени с белопишещи апарати Морз.
В началото гарите са без семафори, с изключение на гара Търново Сеймен, която има един дървен семафор. Семафори по-късно са поставени във всички гари. Сигнални фенери по стрелките няма, поставят се след 1901 г. Като правило приемните здания са разполагани на страната на най-близкото населено място. В повечето гари те са двуетажни. В приземния етаж са служебните помещения, а на втория – жилища за началника на гарата и ръководителя по движението.

### След Освобождението
Наред с другите клаузи Берлинският договор задължава България да замести Османската империя в задълженията за свързване на османските и железниците на Австро-Унгария. С него се урежда и положението на линията Русе – Варна. По отношение на железопътната линия Виена – Цариград с Берлинския договор е поставено задължение и на Сърбия да построи минаващата през нейна територия част от тази линия. Трасето не е уточнено с договора, а е предоставена възможност да бъде взето решение от заинтересуваните страни – Австро-Унгария, Сърбия, България и Османската империя. През 1883 г. е подписана конвенция между страните, която влиза в историята като конвенция „а quatre“. Върху окончателното решение на конференцията решаващо влияние оказва предварително сключената железопътна конвенция между Австро-Унгария и Сърбия, на която е договорено посоката на линията да бъде Белград – Ниш – Пирот. Така въпросът за железопътната връзка с България е предварително решен. Проучването на линията Цариброд – София – Вакарел се извършва през 1881 г. от генерал Струве, представител на руската финансово-предприемаческа група „Гинсбург – Поляков“. Тази група предявява искания да получи концесия за построяване и експлоатация на една железопътна линия от Русе до София. Възложено е само проучването и, тъй като българското правителство се въздържа от строеж на железопътни линии на концесии, а е възприета системата на държавно железопътно строителство. За това натежават основно опитът с откупуването на линията Русе – Варна и трудностите, с които правителството успява да откаже барон Хирш от правата му съгласно конвенцията с турското правителство за строителство на железопътни линии и пристанища от 18 май 1872 г. Така през 1885 г. правителството на Петко Каравелов прокарва в Народното събрание закон, утвърждаващ началото на държавните железници. Непосредствено след това се внася и Закон за построяване на железопътната линия Цариброд – София – Вакарел. При провеждане на търгът за построяване на железопътната линия се поощрява участието в него на създаденото от Иван Грозев българско акционерно дружество, като съдейства Българската народна банка да даде залог на дружеството без да се изчаква уреждането на формална ипотека. Срещу предвидената със закона строителна стойност от 17 млн. златни лв. или около 150 000 лв./km Иван Грозев предлага на търга 16 990 000 лв., в които включва и доставката на част от подвижния състав (локомотиви и вагони). Така офертата му се оказва най-ниска и строителството се възлага на него.
Съгласно договора линията трябва да бъде предадена в експлоатация в края на 1886 г., но поради Съединението, извършено на 6 септември 1885 г., и обявената война на България от Сърбия на 2 ноември 1885 г. тя е завършена през 1888 г., като на 7 юни е свързана със сръбските железници, а от 1 август е въведена в международна експлоатация.
Техническите показатели на тази част са подобни на по-рано построените участъци от тази линия: минимален радиус на хоризонталните криви 300 m и максимален наклон 25 ‰. Положените релси са тип „ЦСВ“ (Цариброд – София – Вакарел) с тежина 32,500 kg/m и дължина 8 m.

### Белово – Вакарел
За окончателното свързване на Цариград със сръбските железници, едновременно с железопътната линия Цариброд – София – Вакарел е трябвало да се завърши и участъкът Белово – Вакарел, задължение на Османската империя, тъй като по това време се намира на територията на Източна Румелия. Строителството е възложено от турското правителство на дружеството на предприемача Виталис непосредствено след завършване на линията до Белово. Участъкът е построен през 1874 г., но не е приет и изплатен от турското правителство. По тази причина е използван само за експлоатация на беловските гори и за нужди на строителя. Така към датата на въвеждането в експлоатация на линията Цариброд – София – Вакарел на територията на Княжество България в експлоатацията са намесени две чужди компании – на Виталис за участъка Белово – Вакарел и Компанията за експлоатация на Източните железници на барон Хирш за участъка Белово – Саранбей (Септември). Това неестествено положение заставя правителството на Стефан Стамболов да настоява участъкът Белово – Вакарел да бъде незабавно пуснат в експлоатация, тъй като съобщенията между двете части на България се затрудняват и засягат важни политически и стопански интереси на страната. Тъй като турското правителство и компанията не предприемат нищо по този въпрос, на 18 юли 1888 г. правителството на Стефан Стамболов взема решение да се завземе линията и се открие за експлоатация с български персонал и подвижен състав. Поставено пред свършен факт, османското правителство се принуждава да отстъпи експлоатацията на участъка Белово – Вакарел на България срещу годишен наем от 1500 златни лв./km.
През 1894 г. между България и Турция е сключена конвенция, с която настъпват изменения в условията за експлоатация на линията. Българското правителство се задължава да плаща годишен наем по 2250 златни лв. на километър до изтичане срока на конвенцията – 1914 г. В същата 1894 г. Компанията на барон Хирш отстъпва на българското правителство експлоатацията на участъка Белово – Саранбей, с което пречките за редовна експлоатация на цялата линия на българска територия са напълно премахнати и българската държава поема функциите на едноличен неин стопанин.
Участъкът Белово – Вакарел е с минимален радиус на кривите 275 m, положени са релси тип „Виталис“ с тежина 34,00 kg/m и дължина 7,68 m.

### Свиленград – Одрин
През 1967 г. между България и Турция е подписана конвенция за проектиране и строителство на директна железопътна линия от Свиленград през Капитан Андреево до Пехливанкьой. Дотогава експлоатацията е значително затруднена заради преминаването ѝ през гръцка територия и двукратното пресичане на турско-гръцката граница. В проекта са заложени максимален наклон 7 ‰ и минимален радиус на хоризонталните криви 800 m. Участъкът е пригоден за движение на влаковете със скорост до 120 km/h.
За изпълнението на тази железопътна връзка на наша територия се налага построяването на стоманен мост над река Марица с дължина 500 m.
Директната железопътна линия между България и Турция е пусната в експлоатация на 4 октомври 1971 г.

## Реконструкции и модернизации
За повишаване на пропускателната способност и осигуряване на безопасно движение на влаковете са проведени някои технически мероприятия:
- в участъка Драгоман – Свиленград през 1960 г. е внедрена полуавтоматична блокировка (ПАБ) за движение на влаковете;
- участъкът София – Пловдив от 1963 г. е електрифициран, а през 1983 г. е завършено неговото пълно удвояване;
- Извършвано е неколкократно подновяване на железния път последователно с релси тип ЮЛ, АСН и ГЕО, а в периода 1950 – 1956 г. на целия участък са поставени релси тежък тип 49 kg/m.
- В гара Подуяне-разпределителна през 1963 г. е въведена в експлоатация втората гърбична автоматична централизация в България (след гара Горна Оряховица Разпределителна). От 80-те години гарата е съоръжена със система за автоматично управление на стрелките и сигналите в приемния, разпределителния и в отправния парк и с автоматична информационно-планираща система;
- За подобряване регулирането на движението на влаковете и за облекчаване работата на влаковите диспечери и ръководителите по движението през 1968 г. в участъка София – Септември се внедрява диспечерски контрол. При този контрол на табло, намиращо се пред влаковия диспечер светлинно се показва състоянието на пътните участъци – заети или свободни, на показанията на светофорите, действието на ПАБ. В края на 80-те години е въведена в действие Комплексна система за управление движението на влаковете, с която управлението и контролът на всички возила (маневрени и влакови) в участъка София–Пловдив се осъществява от влаковия диспечер, въвежда се и система за автоматична локомотивна сигнализация. Системата е разработка на словенската фирма ISKRA. Проектирането и монтажът започват през 1982 г. Системата е включена частично през 1986 г., а официално е въведена в експлоатация през 1988 г. Гарите в участъка са съоръжени с маршрутно-релейни централизации МН-70 с изключение на гарите Побит Камък и Септември, които са с маршрутно-компютърни. Междугарията са съоръжени с автоблокировка с проходни сигнали тип „АБ-77“ – българска разработка. Системите са реализирани на базата на 8-битов микропроцесор на „Моторола“. Поради неотпускане на средства за модернизиране или поне за поддръжка на системата в днешно време от август 2011 г. тя е изведена от експлоатация и гарите отново са на местно управление;
- От края на 2014 г. са основно реконструирани и подновени участъците Крумово – Димитровград и Свиленград – турска граница и максимално допустимата скорост по тях е до 160 km/h.

## Електрификация
Участъкът София – Пловдив е първият електрифициран в България. Първата копка за това е извършена в гара Подуяне – пътническа, а през есента на 1960 г. е дадено начало на монтажните работи. Монтажът на контактната мрежа започва в гара Побит камък, а на открит път – в междугарието Вакарел – Веринско. За около една година е монтирана контактна мрежа с обща дължина 180 km. През 1962 г. завършват строителството и монтажът по контактната мрежа, тяговите подстанции, секционните постове, дежурните пунктове и жилищните сгради. Прави се проверка на извършените работи чрез поставяне под напрежение на тяговите подстанции и контактната мрежа и се пускат в движение първите пробни влакове. Първият електрифициран участък в България с дължина 156 km е открит за редовна експлоатация на 27 април 1963 г.

## Локомотивни депа
При въвеждането в експлоатация през 1873 г. на железопътната линия Цариград – Белово на сегашната българска територия са построени три депа (ремизи) – в Симеоновград, Пловдив и Септември.
В началото депо Септември е било разположено на мястото на сегашното приемно здание на гарата, а новото е изградено през 1949 г. главно за обслужване на теснопътната линия Септември-Добринище с възможност за извършване на всички видове ремонти на теснопътни локомотиви и мотриси и промивъчни ремонти на нормалнорелсовите парни локомотиви, използвани като помощни до гара Мирово. През 1967 г. се спират обслужването и ремонтът на парните локомотиви и в депото се организира ремонт на теснопътни дизелови локомотиви. Ремонтират се също теснопътни и нормалнорелсови мотриси и дизелови мотрисни влакове.
На сегашното си място локомотивното депо Пловдив се намира от 1911 г. До 1978 г. в него се извършват всички видове ремонти на парни локомотиви. Във връзка с въвеждането и развитието на дизеловата тяга през 1978 г. е построено ново хале, старите помещения са преустроени, обновени и преоборудвани за поемане ремонта на дизелови локомотиви.
Едновременно със строителството на главните железопътни линии или клоновете възникват и по-малки депа, някои от които вече не съществуват (Вакарел, Банско и други). В началото извършват промивъчни ремонти на парни локомотиви, а по-късно след изваждането на парната тяга от експлоатация остават като екипировъчни пунктове или извършват ограничена ремонтна дейност главно на дизелови маневрени локомотиви.
За ремонт и експлоатация на новите електрически локомотиви (серия 41, внесени през 1962 г.) е открито новото електролокомотивно депо Подуяне, строено в периода 1960 – 1962 г.

## Технически съоръжения по железопътната линия

### Гари
| име на гарата           | приемно-отправни коловози (ПОК) | приемно-отправни коловози (ПОК) | приемно-отправни коловози (ПОК) | осигурителна инсталация |
| име на гарата           | брой ПОК                        | максимална полезна дължина      | минимална полезна дължина       | осигурителна инсталация |
| ----------------------- | ------------------------------- | ------------------------------- | ------------------------------- | ----------------------- |
| Калотина запад          | 2                               | 660                             | 500                             | МРЦ                     |
| Калотина                | 2                               | 424                             | 224                             | ЕМЦ                     |
| Драгоман                | 5                               | 690                             | 512                             | ЕМЦ                     |
| Алдомировци             | 3                               | 765                             | 592                             | ЕМЦ                     |
| Сливница                | 3                               | 757                             | 560                             | ЕМЦ                     |
| Петърч                  | 2                               | 644                             | 635                             | ЕМЦ                     |
| Костинброд              | 4                               | 723                             | 556                             | ЕМЦ                     |
| Волуяк                  | 7                               | 702                             | 473                             | МРЦ                     |
| София                   | 14                              | 1108                            | 360                             | МРЦ                     |
| Подуяне                 | 2                               | 402                             | 358                             | МРЦ                     |
| Искър                   | 6                               | 671                             | 543                             | МРЦ                     |
| Казичене                | 4                               | 758                             | 626                             | МРЦ                     |
| Елин Пелин              | 4                               | 657                             | 443                             | МРЦ                     |
| РП Побит камък          | 2                               | 574                             | 524                             | МКЦ                     |
| Вакарел                 | 7                               | 612                             | 280                             | МРЦ                     |
| Веринско                | 4                               | 786                             | 506                             | МРЦ                     |
| Ихтиман                 | 4                               | 816                             | 780                             | МРЦ                     |
| Костенец                | 4                               | 712                             | 614                             | МРЦ                     |
| Белово                  | 3                               | 773                             | 466                             | МРЦ                     |
| Септември               | 6                               | 925                             | 407                             | МКЦ                     |
| Пазарджик               | 4                               | 680                             | 600                             | МРЦ                     |
| Огняново                | 4                               | 780                             | 650                             | МРЦ                     |
| Стамболийски            | 6                               | 782                             | 453                             | МРЦ                     |
| Тодор Каблешков         | 4                               | 754                             | 575                             | МРЦ                     |
| Пловдив                 | 10                              | 622                             | 120                             | МРЦ                     |
| Пловдив Разпределителна | 10                              | 785                             | 534                             | МРЦ                     |
| Крумово                 | 4                               | 863                             | 268                             | МРЦ                     |
| Катуница                | 1                               | 553                             | 553                             | МКЦ                     |
| Поповица                | 2                               | 619                             | 539                             | МКЦ                     |
| Първомай                | 2                               | 625                             | 583                             | МКЦ                     |
| Караджалово             | 2                               | 1125                            | 729                             | МКЦ (от Прм)            |
| Ябълково                | 3                               | 879                             | 879                             | МКЦ                     |
| Димитровград            | 7                               | 675                             | 426                             | МКЦ                     |
| Нова Надежда            | 3                               | 657                             | 560                             | МКЦ                     |
| Симеоновград            | 4                               | 682                             | 440                             | ПВУВС                   |
| Харманли                | 3                               | 550                             | 450                             | ПВУВС                   |
| Любимец                 | 2                               | 550                             | 500                             | ПВУВС                   |
| Свиленград              | 5                               | 742                             | 541                             | ПВУВС                   |

### Мостове
| междугарие                     | път № | намира се на km | обща дължина, m | изграден от            | препятствие             |
| ------------------------------ | ----- | --------------- | --------------- | ---------------------- | ----------------------- |
| Драгоман – Калотина            |       | 54+050          | 22,00           | стоманобетон           | път                     |
| Драгоман – Калотина            |       | 53+855          | 41,10           | стомана                | река                    |
| Драгоман – Калотина            |       | 53+125          | 52,00           | стомана                | път                     |
| Драгоман – Калотина            |       | 53+097          | 28,00           | стомана                | река                    |
| Драгоман – Калотина            |       | 52+322          | 23,80           | стомана                | река                    |
| Драгоман – Калотина            |       | 48+228          | 20,00           | зидария                | дере                    |
| Драгоман – Калотина            |       | 47+210          | 32,00           | зидария                | път и река              |
| Драгоман – Калотина            |       | 46+998          | 39,00           | стоманобетон           | река                    |
| Драгоман – Калотина            |       | 46+920          | 18,00           | стоманобетон           | път                     |
| Драгоман – Калотина            |       | 42+900          | 28,40           | стоманобетон           | път                     |
| Петърч – Сливница              |       | 26+306          | 28,00           | стомана                | река                    |
| Волуяк – Костинброд            |       | 14+391          | 40,00           | стомана                | река                    |
| Волуяк – Костинброд            |       | 11+041          | 18,00           | стомана                | дере                    |
| Волуяк – Костинброд            |       | 9+009           | 20,00           | стомана                | дере                    |
| София – Волуяк                 | 1 и 2 | 5+658           | 31,00           | стомана                | река                    |
| София – Волуяк                 | 1 и 2 | 2+317           | 28,00           | стоманобетон           | река                    |
| София – Волуяк                 | 1 и 2 | 1+241           | 35,70           | стоманобетон           | жп. коловоз и път       |
| София – Подуяне                | 1 и 2 | 1+220           | 30,00           | стомана                | улица и трамвайна линия |
| София – Подуяне                | 1 и 2 | 1+450           | 76,80           | стомана+стоманобетонен | път и река              |
| София – Подуяне                | 1 и 2 | 2+240           | 10,00           | стоманобетон           | река                    |
| София – Подуяне                | 1 и 2 | 2+937           | 20,00           | стомана                | река                    |
| Подуяне – Искър                | 1 и 2 | 3+699           | 100,00          | стоманобетон           | път и трамвайна линия   |
| Подуяне – Искър                | 1 и 2 | 5+696           | 26,50           | стомана                | път и река              |
| Искър – Казичене               | 1     | 10+140          | 135,00          | стоманобетон           | път и река Искър        |
| Искър – Казичене               | 2     | 10+140          | 135,00          | стомана                | път и река Искър        |
| Елин Пелин – Побит камък       | 1     | 26+151          | 16,00           | стоманобетон           | дере                    |
| Елин Пелин – Побит камък       | 2     | 26+151          | 16,00           | стомана                | дере                    |
| Побит камък – Вакарел          | 1 и 2 | 30+529          | 8,00            | стоманобетон           | дере                    |
| Вакарел – Веринско             | 1     | 45+263          | 43,00           | стоманобетон           | река                    |
| Вакарел – Веринско             | 2     | 45+263          | 40,00           | стоманобетон           | река                    |
| Веринско – Ихтиман             | 1     | 52+919          | 16,00           | стомана                | река                    |
| Веринско – Ихтиман             | 2     | 52+919          | 16,00           | стоманобетон           | река                    |
| Ихтиман – Немирово             | 1     | 57+947          | 20,00           | стоманобетон           | дере                    |
| Ихтиман – Немирово             | 2     | 57+947          | 17,80           | стомана                | дере                    |
| Немирово – Костенец            | 1 и 2 | 71+113          | 26,00           | стоманобетон           | река                    |
| Немирово – Костенец            | 1 и 2 | 73+113          | 26,00           | стоманобетон           | път и река              |
| Немирово – Костенец            | 1 и 2 | 74+017          | 48,00           | стомана                | път и р. Марица         |
| Костенец – Сестримо            | 1     | 79+826          | 70,40           | стомана                | река                    |
| Костенец – Сестримо            | 2     | 79+835          | 76,00           | стоманобетон           | река                    |
| Костенец – Сестримо            | 1     | 80+889          | 56,00           | стомана                | река                    |
| Костенец – Сестримо            | 2     | 80+889          | 76,00           | стоманобетон           | река                    |
| Костенец – Сестримо            | 1     | 81+733          | 20,80           | каменна зидария        | река                    |
| Костенец – Сестримо            | 2     | 81+733          | 35,60           | стоманобетон           | река                    |
| Костенец – Сестримо            | 1     | 84+417          | 50,00           | стомана                | река Марица             |
| Костенец – Сестримо            | 2     | 84+417          | 50,00           | стоманобетон           | река Марица             |
| Костенец – Сестримо            | 1     | 84+809          | 48,70           | стомана                | река Марица             |
| Костенец – Сестримо            | 2     | 84+809          | 56,00           | стоманобетон           | река Марица             |
| Костенец – Сестримо            | 1     | 84+917          | 34,00           | каменна зидария        | река                    |
| Костенец – Сестримо            | 2     | 84+917          | 34,00           | стоманобетон           | река                    |
| Сестримо – Белово              | 1 и 2 | 87+890          | 37,00           | стоманобетон           | река                    |
| Сестримо – Белово              | 1 и 2 | 88+900          | 17,00           | стоманобетон           | път                     |
| Сестримо – Белово              | 1     | 90+520          | 45,00           | стоманобетон           | река                    |
| Сестримо – Белово              | 2     | 90+520          | 52,00           | стомана                | река                    |
| Сестримо – Белово              | 1     | 92+960          | 18,00           | стомана                | река                    |
| Сестримо – Белово              | 2     | 92+960          | 11,50           | стомана                | река                    |
| Белово – Септември             | 1 и 2 | 93+546          | 44,70           | стоманобетон           | път                     |
| Белово – Септември             | 1 и 2 | 93+743          | 139,20          | стоманобетон           | река Марица             |
| Белово – Септември             | 1 и 2 | 95+165          | 220,00          | стоманобетон           | река Марица             |
| Септември – Пазарджик          | 1 и 2 | 104+026         | 17,80           | стоманобетон           | река                    |
| Септември – Пазарджик          | 1 и 2 | 106+701         | 61,40           | стомана                | река                    |
| Септември – Пазарджик          | 1 и 2 | 107+765         | 17,00           | стоманобетон           | река                    |
| гара Пазарджик                 | 1 и 2 | 119+670         | 10,20           | стоманобетон           | канал                   |
| Пазарджик – Огняново           | 1 и 2 | 127+215         | 29,20           | стоманобетон           | шосе                    |
| Огняново – Стамболийски        | 1     | 135+040         | 24,00           | стомана                | река                    |
| Огняново – Стамболийски        | 2     | 135+040         | 32,00           | стоманобетон           | река                    |
| Стамболийски – Тодор Каблешков | 1     | 143+011         | 60,00           | стоманобетон           | река                    |
| Стамболийски – Тодор Каблешков | 2     | 143+011         | 73,70           | стомана                | река                    |
| гара Тодор Каблешков           | 1 и 2 | 147+405         | 10,00           | стоманобетон           | канал                   |
| Тодор Каблешков – Пловдив      | 1 и 2 | 150+119         | 50,00           | стомана и стоманобетон | река и шосе             |
| Тодор Каблешков - Пловдив      | 1 и 2 | 154+004         | 103,00          | стомана                | шосе                    |
| Крумово – Катуница             |       | 167+842         | 98,00           | стомана+стоманобетонен | река                    |
| Катуница – Поповица            | 1 и 2 | 184+487         | 60,00           | стоманобетон           | река                    |
| Поповица – Първомай            |       | 196+703         | 87,96           | стоманобетон           | дере                    |
| Първомай – Караджалово         |       | 203+754         | 96,20           | стоманобетон           | река                    |
| Първомай – Караджалово         |       | 207+743         | 24,16           | стоманобетон           | дере                    |
| гара Караджалово               |       | 208+787         | 16,90           | стоманобетон           | дере                    |
| Караджалово – Ябълково         |       | 211+095         | 28,20           | стоманобетон           | дере                    |
| Караджалово – Ябълково         |       | 213+375         | 43,70           | стоманобетон           | дере                    |
| Караджалово – Ябълково         |       | 213+678         | 30,00           | стоманобетон           | дере                    |
| Караджалово – Ябълково         |       | 213+796         | 10,00           | стоманобетон           | дере                    |
| Ябълково – Димитровград        |       | 221+702         | 15,90           | стоманобетон           | дере                    |
| Ябълково – Димитровград        |       | 228+970         | 65,00           | стоманобетон           | река                    |
| Димитровград – Нова Надежда    |       | 237+685         | 14,50           | стоманобетон           |                         |
| Димитровград – Нова Надежда    |       | 238+721         | 33,60           | стомана                |                         |
| Димитровград – Нова Надежда    |       | 239+550         | 12,80           | стомана                | река Меричлерска        |
| Димитровград – Нова Надежда    |       | 239+925         | 15,10           | стомана                | река Меричлерска        |
| Димитровград – Нова Надежда    |       | 244+374         | 16,30           | стоманобетон           |                         |
| Нова Надежда – Симеоновград    |       | 246+364         | 14,00           | стомана                |                         |
| Нова Надежда – Симеоновград    |       | 252+090         | 14,10           | стоманобетон           |                         |
| Симеоновград – Харманли        |       | 258+364         | 16,80           | стомана                |                         |
| Симеоновград – Харманли        |       | 262+738         | 13,40           | стомана                |                         |
| Симеоновград – Харманли        |       | 263+291         | 10,00           | стомана                |                         |
| Симеоновград – Харманли        |       | 266+120         | 37,00           | стомана                |                         |
| Симеоновград – Харманли        |       | 268+973         | 50,80           | стомана                |                         |
| Симеоновград – Харманли        |       | 269+387         | 83,70           | стомана                | река Харманлийска       |
| Харманли – Любимец             |       | 285+002         | 21,40           | стомана                |                         |
| Харманли – Любимец             |       | 285+309         | 27,00           | стомана                |                         |
| Харманли – Любимец             |       | 286+074         | 33,80           | стомана                |                         |
| Любимец – Свиленград           |       | 290+921         | 14,00           | стомана                |                         |
| Любимец – Свиленград           |       | 291+120         | 14,20           | стомана                |                         |
| Любимец – Свиленград           |       | 293+366         | 39,20           | стомана                | река Марица             |
| Любимец – Свиленград           |       | 296+530         | 14,80           | стомана                |                         |
| Любимец – Свиленград           |       | 297+520         | 24,80           | стомана                |                         |
| гара Свиленград                |       | 298+405         | 16,80           | стомана                |                         |
| Свиленград – турска граница    |       | 299+466         | 14,20           | стоманобетон           | дере                    |
| Свиленград – турска граница    |       | 299+774         | 42,80           | стоманобетон           | дере                    |
| Свиленград – турска граница    |       | 300+274         | 43,00           | стоманобетон           | дере                    |
| Свиленград – турска граница    |       | 300+659         | 26,00           | стоманобетон           | дере                    |
| Свиленград – турска граница    |       | 300+949         | 24,60           | стоманобетон           | дере                    |
| Свиленград – турска граница    |       | 301+600         | 434,20          | стоманобетон           | река Марица             |
| Свиленград – турска граница    |       | 303+410         | 20,50           | стоманобетон           | път                     |
| Свиленград – турска граница    |       | 304+779         | 75,00           | стоманобетон           | река                    |
| Свиленград – турска граница    |       | 305+029         | 25,90           | стоманобетон           | път                     |
| Свиленград – турска граница    |       | 308+533         | 20,60           | стоманобетон           | път                     |
| Свиленград – турска граница    |       | 308+593         | 75,20           | стоманобетон           | река                    |
| Свиленград – турска граница    |       | 309+808         | 9,50            | стоманобетон           | река                    |
| Свиленград – турска граница    |       | 311+960         | 20,60           | стоманобетон           | път                     |
| Свиленград – турска граница    |       | 312+681         | 26,00           | стоманобетон           | път                     |
| Свиленград – турска граница    |       | 314+093         | 10,60           | стоманобетон           | дере                    |
| Свиленград – турска граница    |       | 314+300         | 48,50           | стоманобетон           | автомобилен път         |
| Свиленград – гръцка граница    |       | 298+895         | 13,50           | стоманобетон           | дере                    |
| Свиленград – гръцка граница    |       | 302+708         | 39,60           | стомана                | дере                    |

### Максимално допустими скорости и електрификация (към 29.05.2022 г.)
| от гара                 | до гара                 | път 1 | път 2 | електрификация |
| ----------------------- | ----------------------- | ----- | ----- | -------------- |
| сръбска граница         | Калотина запад          | 80    | –     | да             |
| Калотина запад          | Алдомировци             | 70    | –     | да             |
| Алдомировци             | Сливница                | 60    | –     | да             |
| Сливница                | Костинброд              | 60    | –     | да             |
| Костинброд              | Волуяк                  | 80    | –     | да             |
| Волуяк                  | София                   | 70    | 70    | да             |
| София                   | Подуяне                 | 40    | –     | да             |
| Подуяне                 | Искър                   | 60    | –     | да             |
| Искър                   | Елин Пелин              | 60    | 60    | да             |
| Елин Пелин              | сп. Побит камък         | 80    | 80    | да             |
| сп. Побит камък         | Вакарел                 | 65    | 65    | да             |
| Вакарел                 | Веринско                | 80    | 80    | да             |
| Веринско                | Ихтиман                 | 80    | 80    | да             |
| Ихтиман                 | сп. Немирово            | 80    | 80    | да             |
| сп. Немирово            | сп. Сестримо            | 60    | 50    | да             |
| сп. Сестримо            | Септември               | 60    | 60    | да             |
| Септември               | Пазарджик               | 160   | 160   | да             |
| Пазарджик               | Огняново                | 160   | 160   | да             |
| Огняново                | Стамболийски            | 160   | 160   | да             |
| Стамболийски            | Пловдив                 | 160   | 160   | да             |
| Пловдив                 | Пловдив Разпределителна | 80    | 80    | да             |
| Пловдив Разпределителна | Крумово                 | 100   | 100   | да             |
| Крумово                 | Катуница                | 160   | –     | да             |
| Катуница                | Поповица                | 160   | 160   | да             |
| Поповица                | Димитровград            | 160   | –     | да             |
| Димитровград            | Симеоновград            | 160   | –     | да             |
| Симеоновград            | Свиленград              | 160   | –     | да             |
| Свиленград              | km 313+853              | 160   | –     | да             |
| km 313+853              | турска граница          | 130   | –     | да             |
| Свиленград              | гръцка граница          | 100   | –     | не             |